# 필리핀늘보로리스
필리핀늘보로리스(Nycticebus menagensis)는 늘보로리스속에 속하는 곡비원류 영장류의 일종이다. 보르네오섬의 북부와 동부 해안 지역의 토착종으로 필리핀 술루 제도에서도 발견된다. 1892년에 처음 명명되었지만, 1952년에 순다늘보로리스에 포함되었다. 그러나 2006년 분자 계통 분석을 통해 별도의 종으로 승격되었다. 이전에 보르네오늘보로리스 아종으로 간주되었던 2종은 2013년에 종 지위를 얻었고, 보르네오 개체군에 속했던 니크티케부스 카얀은 신종으로 등록되었다.